# 18658 Райдев
18658 Райдев (18658 Rajdev) — астероїд головного поясу, відкритий 20 березня 1998 року.
Тіссеранів параметр щодо Юпітера — 3,510.